# Йохан Давид Хайнихен
Йохан Давид Хайнихен (на немски: Johann David Heinichen, 17 април 1683 - 16 юли 1729) е германски бароков композитор и музикален теоретик, живял във Венеция, но преместил се в двора на Аугустус ІІ Силни в Дрезден. Въпреки че музиката на Хайнихен е оригинална, силно ритмична и изпълнена с въображение, той дълго време е малко познат.

## Биография
Йохан Давид Хайнихен е роден в малкото село Крьосулн, близо до Вайсенфелс. Неговият баща Михаел Хайнихен е учил в почитаното лайпцигско училище Томасшуле, чийто кантор по-късно е бил и Йохан Себастиан Бах. Бащата бил кантор в Пегау и пастор в селската църква на Крьосулн. Йохан Давид впоследствие учи в същото училище, като баща си. Там той учи музика с Йохан Шеле, а по-късно взема уроци по орган и клавесин при Йохан Кунау. Бъдещият композитор Кристоф Граупнер също учи при Кунау по същото време.
През 1702 г. Хайнихен записва да учи право в Лайпцигския университет, а през 1705-1706 г. вече е дипломиран адвокат. През 18 век правото е любимо за много композитори - юристи са Йохан Кунау, Кристоф Граупнер, Георг Филип Телеман. Хайнихен практикува право във Вайсенфелс до 1709 г.
Въпреки това Хайнихен затвърждава интересите си към музиката и успоредно композира и опери. През 1710 г. той публикува трактата си за генерал баса - музикалната линия, изпълнявана от басо континуо. Той се мести в Италия, където прекарва 7 години, основно във Венеция.
През 1717 г. Хайнихен става колега на Йохан Себастиан Бах в двора на принц Леополд фон Анхалт-Кьотен, където е капелмайстор на курфюрста на Саксония. Негов ученик става Йохан Георг Писендел. През 1721 г. Хайнихен се жени в Вайсенфелс и през януари 1723 г. му се ражда единственото дете. В последните години от живота на Хайнихен, здравето му е разклатено, в резултат на което умира от туберкулоза и следобяд на 16 юли 1729 г. е погребан.
Неговата музика днес се радва на възраждане и засилваща се популярност.

## Творби
- Виж: Списък на произведенията на Йохан Давид Хайнихен